# Bøggild Bjerg
Bøggild Bjerg är ett berg i Grönland (Kungariket Danmark). Det ligger i den östra delen av Grönland, 1 500 km nordost om huvudstaden Nuuk. Toppen på Bøggild Bjerg är 1 516 meter över havet, eller 117 meter över den omgivande terrängen. Bredden vid basen är 1,1 km. Bøggild Bjerg ingår i Hjelmbjergene.
Terrängen runt Bøggild Bjerg är bergig norrut, men söderut är den kuperad.  Trakten runt Bøggild Bjerg är nära nog obefolkad, med mindre än två invånare per kvadratkilometer. Det finns inga samhällen i närheten. Trakten runt Bøggild Bjerg är permanent täckt av is och snö.